# Conselho Liberiano de Paz
Conselho Liberiano de Paz ou Conselho de Paz da Libéria (em inglês:  Liberia Peace Council, LPC) foi um grupo rebelde que participou da Primeira Guerra Civil da Libéria sob a liderança de George Boley. 
O Conselho Liberiano de Paz surgiu em 1993, em parte como uma força de procuração para as Forças Armadas da Libéria. Obteve ganhos substanciais contra a Frente Patriótica Nacional da Libéria (FPNL) no sudeste da Libéria, disputando o controle das operações comerciais de madeira e borracha.
Uma organização predominantemente étnica Krahn, atraiu adeptos do Movimento Unido de Libertação da Libéria para a Democracia (ULIMO) e das Forças Armadas da Libéria, mas também de outros grupos étnicos que sofreram sob a ocupação da FPNL.
Tinha cerca de 2.500 militantes em suas fileiras. 
Como todos os grupos que participaram da guerra civil, o Conselho Liberiano de Paz cometeu sérios abusos dos direitos humanos, incluindo assassinato, tortura e saques, em um esforço para aterrorizar e despovoar áreas rurais mantidas pela FPNL.